# Juin 2021
Juin 2021 est le sixième mois de l'année 2021.

## Événements
- 30 mai au 6 juin : 73e édition du Critérium du Dauphiné.
- 30 mai au 13 juin : Internationaux de France de tennis 2021.
- 1er juin :
  - en Ouganda, quatre hommes armés sur une voiture ont ouvert le feu contre un convoi transportant le ministre ougandais des transports Katumba Wamala, le blessant, la fille de Wamala et son chauffeur sont tués lors de l'attaque.
  - l'Église catholique (Vatican), inscrit dans son droit interne un article explicite sur les crimes sexuels commis par des prêtres contre des mineurs, un ajout réclamé de longue date par les victimes de pédophilie[1].
- 2 juin :
  - élection présidentielle en Israël, l'ancien ministre Isaac Herzog est élu par les députés de la Knesset en tant que 11e président d'Israël.
  - la NASA annonce la sélection de deux nouvelles missions vers Vénus, VERITAS et DAVINCI, qui seront lancées entre 2028 et 2030. Il s'agira du premier vaisseau spatial américain envoyé sur Vénus depuis la mission Magellan en 1989. Les missions se concentreront sur la cartographie de la surface de Vénus ; et calculer la composition de l'atmosphère pour mieux comprendre l'histoire géologique de Vénus[2].
- 4 et 5 juin : une centaine de civils sont tués dans le nord du Burkina Faso, à Solhan, c'est l'attaque la plus meurtrière dans ce pays depuis le début des violences djihadistes en 2015, l’attaque a eu lieu dans une province frontalière du Niger[3].
- 6 juin :
  - élections législatives au Mexique qui donnent une victoire en demi-teinte du parti de gauche au pouvoir Morena ;
  - élections régionales en Saxe-Anhalt en Allemagne ;
  - 2e tour de l'élection présidentielle au Pérou, le candidat de gauche Pedro Castillo gagne face à la candidate de droite Keiko Fujimori, fille de l'ancien président autoritaire Alberto Fujimori
- 7 juin :
  - au Mali, Assimi Goïta prête serment en tant que président du Mali après le récent coup d'État[4].
  - accident ferroviaire de Daharki au Pakistan.
- 7 au 15 juin : Championnats du monde de pentathlon moderne 2021.
- 8 juin :
  - l'océan Austral est reconnu comme le cinquième océan de la Terre par la National Geographic Society ;
  - après trois ans de surveillance, exécution des mandats de perquisition de l'opération Trojan Shield, entrainant l'arrestation dans 16 pays de plus de 800 personnes suspectées d'être impliquées dans des activités criminelles. De l'avis d'Europol, cette journée marque une des plus vastes opérations de lutte contre le crime organisé.
- 9 juin :
  - élection présidentielle en Mongolie (1er tour), Ukhnaagiin Khürelsükh est élu ;
  - l'Assemblée d'Albanie vote largement (104 députés sur 121) la destitution du président Ilir Meta, car celui-ci n'a pas respecté la Constitution de l'Albanie en participant à la campagne des élections législatives d'avril 2021 ; Meta reste toutefois en place jusqu'à ce que la Cour constitutionnelle donne son avis[5].
- 10 juin :
  - éclipse solaire annulaire, passant dans l'Arctique.
  - le président de la France Emmanuel Macron annonce lors d’une conférence de presse la fin de l’opération Barkhane au Sahel, évoquant une « transformation profonde » de la présence militaire de la France et la mise en place d’une alliance internationale antiterrorisme dans la région.
- 11 au 13 juin : Sommet du G7 de 2021 en Cornouailles (Royaume-Uni).
- 11 juin au 11 juillet : Euro 2020 de football (reporté), dans douze villes d'Europe.
- 12 juin : élections législatives en Algérie.
- 13 juin : élections municipales en Finlande.
- 13 juin au 10 juillet : 
  - 47e édition de la Copa América.
  - en Israël, un nouveau gouvernement est formé par Naftali Bennett qui devient Premier ministre du pays.
- 14 juin : sommet de l'OTAN à Bruxelles.
- 15 juin : l'accord de libre-échange entre l'Australie et le Royaume-Uni, dont le principe a été conclu[6]. C'est le premier accord de libre-échange du Royaume-Uni, après sa sortie de l'Union européenne, qui ne reproduit pas un accord équivalent déjà en place par l'Union européenne[6].
- 17 juin : le Secrétariat à la Santé du Mexique annonce la fin de l'objection de conscience quant à l'avortement, l'assimilant à un refus de soin puisque de fait seul l'avortement thérapeutique est légal dans la grande majorité du Mexique, et prévoit des sanctions envers les médecins et infirmiers qui refuseraient d'en pratiquer un sur une femme qui en aurait besoin[7].
- 18 juin : élection présidentielle en Iran, Ebrahim Raïssi est élu.
- 20 juin : élections législatives en Arménie, remportées par Contrat civil, le parti du premier ministre Nikol Pachinian.
- 20 et 27 juin : élections régionales et élections départementales en France.
- 21 juin : élections législatives, élections régionales et élections municipales en Éthiopie, Le Parti de la prospérité du Premier ministre Abiy Ahmed a remporté le plus grand nombre de sièges lors des élections législatives éthiopiennes, le conseil électoral, une victoire qui lui assure un nouveau mandat[8].
- 23 juin : l'ancien président de Mauritanie, Mohamed Ould Abdel Aziz, déjà sous contrôle judiciaire et en résidence surveillée depuis mai 2021 dans le cadre d'une enquête pour des faits présumés de corruption, blanchiment d’argent, enrichissement illicite et dilapidation de biens publics commis pendant les années où il dirigeait le pays, est arrêté car il refusait de continuer d'obéir aux injonctions de se présenter à la police trois fois par semaine[9].
- 24 juin :
  - référendum à Gibraltar, la légalisation de l'avortement est approuvée à une large majorité de près de 63 % des suffrages exprimés ;
  - à Miami (Floride, États-Unis), un immeuble d'habitations s'effondre, 159 personnes sont portées disparues.
- 25 juin :
  - élections législatives arubaines de 2021 ;
  - une attaque fait 3 morts et 5 blessés à Wurtzbourg en Allemagne.
  - une partie de Madagascar est déclarée en famine.
  - l'ex-policier américain Derek Chauvin est condamné à 22 ans et demi de prison pour la mort de George Floyd.
- 25-26 juin : une série d'affrontements entre les Cartels de Sinaloa et de Jalisco Nouvelle Génération pour le contrôle de l’État de Zacatecas au Mexique laissent des dizaines de morts : 2 policiers (de San Luis Potosí dans l’État éponyme) exécutés à Zacatecas, 7 morts et 2 blessés dans le village de San Juan Capistrano et entre 18 (selon les autorités de Zacatecas) et plus de 30 morts (selon les médias locaux) dans un affrontement direct entre les deux cartels dans la ville de Valparaiso[10],[11],[12].
- 26 juin : alors que les contaminations au covid-19 repartent à la hausse au Royaume-Uni à cause du variant delta du SARS-CoV-2, le ministre de la santé Matthew Hancock démissionne à cause d'une polémique lié à son manque de respect des gestes barrières - et dans une certaine mesure à cause de la découverte d'une relation extraconjugale qu'il entretient alors qu'il est marié et père de 3 enfants - et il est remplacé par le ministre de l'économie Sajid Javid[13].
- 26-27 juin : des affrontements entre le gouvernement yéménite et les rebelles houthis pour le contrôle du Gouvernorat de Ma'rib provoquent au moins 111 morts[14].
- 28 juin : la Cour suprême de justice de la Nation déclare inconstitutionnels une série d'articles de la loi mexicaine sur la santé qui interdisaient la consommation de cannabis, ce qui légalise officiellement la consommation de cannabis à usage récréatif au Mexique[15].
- 29 juin : l'ancien président d'Afrique du Sud Jacob Zuma est condamné par la Cour constitutionnelle d'Afrique du Sud à 15 mois de prison ferme, pour outrage à la justice, car Zuma avait refusé de se présenter en mai 2021 devant une commission anticorruption qui enquête sur des accusations de détournement de fonds publics sous sa présidence entre 2009 et 2018[16].
- 30 juin : Le Congrès de l’État d'Hidalgo adopte la loi sur “les soins de santé en matière d’interruption légale de grossesse”, en faisant le troisième État du Mexique où l'IVG non-thérapeutique devient légal[17].